# Franz Passow
Franz Ludwig Carl Friedrich Passow (Ludwigslust, 20 settembre 1786 – Breslavia, 11 marzo 1833) è stato un filologo classico, grecista e lessicografo tedesco.

## Biografia
Nato nel Ducato di Meclemburgo-Schwerin, da Moritz Passow (1753-1830) e Wilhelmine Margaretha Beust, studiò con Friedrich Jacobs, poi con Johann Gottfried Jakob Hermann all'Università di Lipsia. Fu chiamato nel 1807 da Goethe a insegnare letteratura greca al Wilhelm-Ernst-Gymnasium di Weimar, dove ebbe tra gli studenti Arthur Schopenhauer. Nel 1815 gli venne data una laurea honoris causa all'Università di Berlino e divenne professore di storia e letteratura antica all'Università di Breslavia, dove visse fino alla fine dei suoi giorni.
Nel 1808 sposò Gotha Luise Wichmann, con cui ebbe il figlio Wilhelm Arthur Passow (1814–1864), quindi dopo la morte della prima moglie si risposò nel 1816 con Christine Wachler, figlia di uno storico della letteratura allora piuttosto noto (Johann Friedrich Ludwig Wachler, 1767-1838). Con lei ha avuto quattro figlie e tre figli, tra cui Rosa, la futura moglie del politico Adalbert Falk.
Oltre al suo lavoro di lessicografo e docente, Passow fu anche molto attivo politicamente. Fondò nel 1812 la rivista Archiv deutscher Nationalbildung ("Archivio dell'educazione nazionale tedesca") e tenne discussioni con Hans Ferdinand Massmann su Museum criticum Vratislaviense.

## Opere

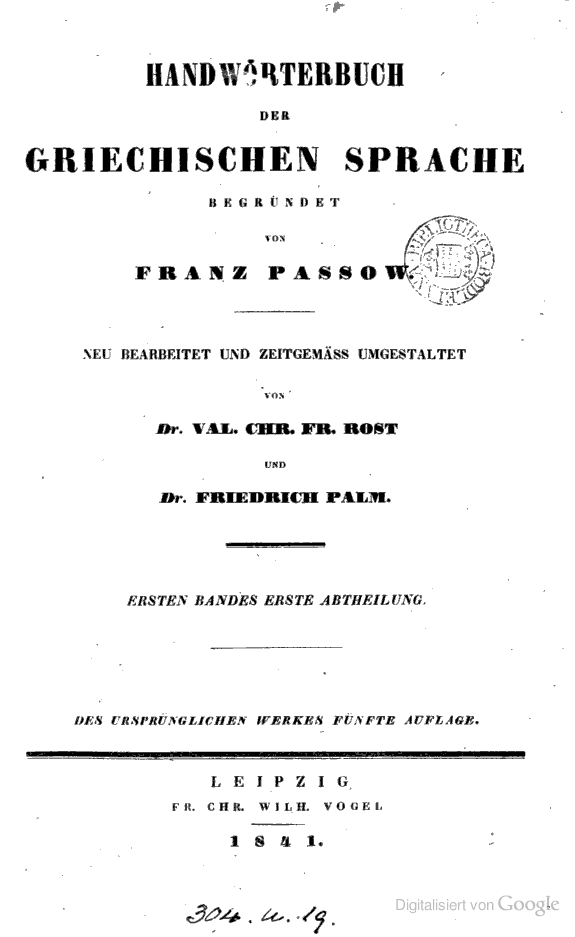
Edizione del dizionario di greco del 1841

La sua opera principale è il grande dizionario Handwörterbuch der griechischen Sprache (1819–1824), nato come revisione di quello di Johann Gottlob Schneider e poi stampato autonomamente dal 1831; basandosi su questo dizionario, Henry Liddell e Robert Scott compilarono A Greek-English Lexicon, un dizionario greco-inglese molto usato ancora oggi.
Altri lavori sono Grundzüge der griech. und röm. Literatur und Kunstgeschichte (1816, 1829), Zur Rechtfertigung meines Turnlebens und meines Turnziels (1818), Verlegeranmaaßung (1826), Die Lehre vom Zeitmasse der griechischen Sprache (1827), Opuscula academica (1835) e Vermischte Schriften (1843); oltre a traduzioni dal greco al tedesco di Aulo Persio Flacco, Longo Sofista, Publio Cornelio Tacito (il De origine et situ Germanorum), Dionigi il Periegeta e Museo Grammatico. Curò anche un Corpus scriptorum eroticorum graecorum (1811).